# Coupe du monde de football des moins de 20 ans
Cet article traite de la Coupe du monde de football masculin des moins de 20 ans. Pour la Coupe du monde de football féminin des moins de 20 ans, voir Coupe du monde féminine de football des moins de 20 ans.
La Coupe du monde de football masculine des moins de 20 ans, connue comme Championnat du monde juniors jusqu'à 2005, est une compétition internationale de football organisée par la FIFA qui oppose les meilleures sélections nationales composées de joueurs de 20 ans et moins. Elle se tient tous les deux ans.
La première édition eut lieu en 1977 en Tunisie ; le tournoi organisé en 2023 en est la 23e édition. Douze pays ont remporté le trophée, dont l'Argentine et le Brésil à six et cinq reprises, respectivement. Le Portugal, la Serbie (héritière de la Yougoslavie) compte deux titres, et le Ghana, l'Allemagne, la France, l'Espagne, la Russie (héritière de l'Union Soviétique), l'Angleterre, l'Ukraine et l'Uruguay, un seul.
Dans sa forme actuelle, le tournoi oppose 24 équipes dont seul le pays organisateur est qualifié d'office.

## Qualifications
Comme pour toutes les Coupes du monde, les qualifications sont organisées par les confédérations continentales : AFC, UEFA, CONMEBOL, CONCACAF, CAF et OFC. Les champions en titre doivent passer par les qualifications pour défendre leur titre, comme les autres sélections.
| Confédération                                    | Tournoi qualificatif                                                                |
| ------------------------------------------------ | ----------------------------------------------------------------------------------- |
| AFC (Asie)                                       | Coupe d'Asie des nations de football des moins de 19 ans                            |
| CAF (Afrique)                                    | Coupe d'Afrique des nations de football des moins de 20 ans                         |
| CONCACAF (Amérique du Nord, centrale et Caraïbe) | Championnat d'Amérique du Nord, centrale et Caraïbe de football des moins de 20 ans |
| CONMEBOL (Amérique du Sud)                       | Championnat des moins de 20 ans de la CONMEBOL                                      |
| OFC (Océanie)                                    | Championnat d'Océanie de football des moins de 20 ans                               |
| UEFA (Europe)                                    | Championnat d'Europe de football des moins de 19 ans                                |

## Palmarès
| 1re | 1977 | Tunisie             | Union soviétique                                     | 2 − 2 ap (9 − 8 tab)                                 | Mexique                                              | Brésil               | 4 − 0                | Uruguay          |
| 2e  | 1979 | Japon               | Argentine                                            | 3 − 1                                                | Union soviétique                                     | Uruguay              | 1 − 1 ap (5 − 3 tab) | Pologne          |
| 3e  | 1981 | Australie           | Allemagne de l'Ouest                                 | 4 − 0                                                | Qatar                                                | Roumanie             | 1 − 0                | Angleterre       |
| 4e  | 1983 | Mexique             | Brésil                                               | 1 − 0                                                | Argentine                                            | Pologne              | 2 − 1 ap             | Corée du Sud     |
| 5e  | 1985 | Union soviétique    | Brésil (2)                                           | 1 − 0 ap                                             | Espagne                                              | Nigeria              | 0 − 0 ap (3 − 1 tab) | Union soviétique |
| 6e  | 1987 | Chili               | Yougoslavie                                          | 1 − 1 ap (5 − 4 tab)                                 | Allemagne de l'Ouest                                 | Allemagne de l'Est   | 1 − 1 (3 − 1 tab)    | Chili            |
| 7e  | 1989 | Arabie saoudite     | Portugal                                             | 2 − 0                                                | Nigeria                                              | Brésil               | 2 − 0                | États-Unis       |
| 8e  | 1991 | Portugal            | Portugal (2)                                         | 0 − 0 ap (4 − 2 tab)                                 | Brésil                                               | Union soviétique     | 1 − 1 ap (5 − 4 tab) | Australie        |
| 9e  | 1993 | Australie           | Brésil (3)                                           | 2 − 1                                                | Ghana                                                | Angleterre           | 2 − 1                | Australie        |
| 10e | 1995 | Qatar               | Argentine (2)                                        | 2 − 0                                                | Brésil                                               | Portugal             | 3 − 2                | Espagne          |
| 11e | 1997 | Malaisie            | Argentine (3)                                        | 2 − 1                                                | Uruguay                                              | République d'Irlande | 2 − 1                | Ghana            |
| 12e | 1999 | Nigeria             | Espagne                                              | 4 − 0                                                | Japon                                                | Mali                 | 1 − 0                | Uruguay          |
| 13e | 2001 | Argentine           | Argentine (4)                                        | 3 − 0                                                | Ghana                                                | Égypte               | 1 − 0                | Paraguay         |
| 14e | 2003 | Émirats arabes unis | Brésil (4)                                           | 1 − 0                                                | Espagne                                              | Colombie             | 2 − 1                | Argentine        |
| 15e | 2005 | Pays-Bas            | Argentine (5)                                        | 2 − 1                                                | Nigeria                                              | Brésil               | 2 − 1                | Maroc            |
| 16e | 2007 | Canada              | Argentine (6)                                        | 2 − 1                                                | Tchéquie                                             | Chili                | 1 − 0                | Autriche         |
| 17e | 2009 | Égypte              | Ghana                                                | 0 − 0 ap (4 − 3 tab)                                 | Brésil                                               | Hongrie              | 1 − 1 ap (2 − 0 tab) | Costa Rica       |
| 18e | 2011 | Colombie            | Brésil (5)                                           | 3 − 2 ap                                             | Portugal                                             | Mexique              | 3 − 1                | France           |
| 19e | 2013 | Turquie             | France                                               | 0 − 0 ap (4 − 1 tab)                                 | Uruguay                                              | Ghana                | 3 − 0                | Irak             |
| 20e | 2015 | Nouvelle-Zélande    | Serbie                                               | 2 − 1 ap                                             | Brésil                                               | Mali                 | 3 − 1                | Sénégal          |
| 21e | 2017 | Corée du Sud        | Angleterre                                           | 1 − 0                                                | Venezuela                                            | Italie               | 0 − 0 ap (4 − 1) tab | Uruguay          |
| 22e | 2019 | Pologne             | Ukraine                                              | 3 − 1                                                | Corée du Sud                                         | Équateur             | 1 − 0 ap             | Italie           |
| —   | 2021 | Indonésie           | Édition annulée en raison de la Pandémie de Covid-19 | Édition annulée en raison de la Pandémie de Covid-19 | Édition annulée en raison de la Pandémie de Covid-19 |                      |                      |                  |
| 23e | 2023 | Argentine           | Uruguay                                              | 1 − 0                                                | Italie                                               | Israël               | 3 − 1                | Corée du Sud     |
| 24e | 2025 | Chili               |                                                      | -                                                    |                                                      |                      | -                    |                  |

## Titres et finales
| Pays             | Vainqueur | Finaliste |
| ---------------- | --------- | --------- |
| Argentine        | 6         | 1         |
| Brésil           | 5         | 4         |
| Portugal         | 2         | 1         |
| Ghana            | 1         | 2         |
| Espagne          | 1         | 2         |
| Uruguay          | 1         | 2         |
| Allemagne        | 1         | 1         |
| Union soviétique | 1         | 1         |
| Yougoslavie      | 1         | 0         |
| Serbie           | 1         | 0         |
| France           | 1         | 0         |
| Angleterre       | 1         | 0         |
| Ukraine          | 1         | 0         |
| Nigeria          | 0         | 2         |
| Mexique          | 0         | 1         |
| Venezuela        | 0         | 1         |
| Qatar            | 0         | 1         |
| Japon            | 0         | 1         |
| Tchéquie         | 0         | 1         |
| Corée du Sud     | 0         | 1         |
| Italie           | 0         | 1         |

## Récompenses individuelles
Les prix suivants sont remis à la fin de la compétition:
- Le Ballon d'or
- Le Ballon d'argent
- Le Ballon de bronze
- Le Gant d'or
- Le Trophée du Fair-Play

Depuis 2007, en plus du « Ballon d'or », un « Ballon d'argent » et un « Ballon de bronze » sont décernés pour les 2e et 3e.
| 1977 | Volodymyr Bezsonov |                     |                         | Guina                | 4 |                        | Brésil     |
| 1979 | Diego Maradona     | Ramón Díaz          | 8                       | Pologne              |   |                        |            |
| 1981 | Romulus Gabor      | Mark Koussas        | 4                       | Australie            |   |                        |            |
| 1983 | Geovani            | Geovani             | 6                       | Corée du Sud         |   |                        |            |
| 1985 | Paulo Silas        | Sebastián Losada    | 3                       | Colombie             |   |                        |            |
| 1987 | Robert Prosinečki  | Marcel Witeczek     | 7                       | Allemagne de l'Ouest |   |                        |            |
| 1989 | Bismarck           | Oleg Salenko        | 5                       | États-Unis           |   |                        |            |
| 1991 | Emílio Peixe       | Sergei Sherbakov    | 5                       | Union soviétique     |   |                        |            |
| 1993 | Adriano            | Henry Zambrano      | 3                       | Angleterre           |   |                        |            |
| 1995 | Caio               | Joseba Etxeberria   | 7                       | Japon                |   |                        |            |
| 1997 | Nicolás Olivera    | Adaílton            | 10                      | Argentine            |   |                        |            |
| 1999 | Seydou Keita       | Pablo Couñago       | 5                       | Croatie              |   |                        |            |
| 2001 | Javier Saviola     | Javier Saviola      | 11                      | Argentine            |   |                        |            |
| 2003 | Ismaïl Matar       | Eddie Johnson       | 4                       | Colombie             |   |                        |            |
| 2005 | Lionel Messi       | Lionel Messi        | 6                       | Colombie             |   |                        |            |
| 2007 | Sergio Agüero      | Maximiliano Moralez | Giovanni Dos Santos     | Sergio Agüero        | 6 | Japon                  |            |
| 2009 | Dominic Adiyiah    | Alex Teixeira       | Giuliano                | Dominic Adiyiah      | 8 | Esteban Alvarado       | Brésil     |
| 2011 | Henrique           | Nélson Oliveira     | Jorge Enríquez          | Henrique             | 5 | Mika                   | Nigeria    |
| 2013 | Paul Pogba         | Nicolás López       | Clifford Aboagye        | Ebenezer Assifuah    | 6 | Guillermo de Amores    | Espagne    |
| 2015 | Adama Traoré       | Danilo              | Sergej Milinković-Savić | Viktor Kovalenko     | 5 | Predrag Rajković       | Ukraine    |
| 2017 | Dominic Solanke    | Federico Valverde   | Yangel Herrera          | Riccardo Orsolini    | 5 | Freddie Woodman        | Mexique    |
| 2019 | Lee Kang-in        | Serhiy Buletsa      | Gonzalo Plata           | Erling Haaland       | 9 | Andriy Lunin           | Japon      |
| 2023 | Cesare Casadei     | Alan Matturro       | Lee Seung-won           | Cesare Casadei       | 7 | Sebastiano Desplanches | États-Unis |